# Hällesjö kyrka
Hällesjö kyrka är en kyrkobyggnad i Bräcke kommun. Den är församlingskyrka i Hällesjö-Håsjö församling, Härnösands stift.

## Kyrkobyggnaden
Strax norr om nuvarande kyrkobyggnad låg en medeltida stenkyrka. Av denna finns inga synliga rester kvar ovan jord. Nuvarande stenkyrka uppfördes åren 1847-1848 av Frans Agathon Lindstein efter ritningar av arkitekt Johan Adolf Hawerman vid Överintendentsämbetet.  25-26 juni 1853 förrättades kyrkans invigning av biskop Israel Bergman. Kyrkan består av ett åttakantigt långhus med kor i söder och vapenhus i norr. Söder om koret finns en utbyggd sakristia.
Omkring fyrtio meter norr om kyrkan finns en klockstapel av trä uppförd 1781 av Pål Pehrsson från Stugun.

## Inventarier
- Predikstolen är tillverkad 1848 av Salomon Hägglöf från Häggenås.
- Nuvarande orgel tillkom 1935 och har en orgelfasad byggd 1850 bevarad från första orgeln som byggdes av Johan Gustaf Ek. En kororgel tillkom 1987.